# Swan Lake
Cet article concerne le ballet de Matthew Bourne. Pour le ballet de Tchaïkovski, voir Le Lac des cygnes. Pour les autres significations, voir Swan.
Swan Lake est un ballet de Matthew Bourne, créé en 1995, sur la musique du Lac des cygnes  de Tchaïkovski.
La différence majeure de cette interprétation par rapport aux autres interprétations plus classiques du Lac des Cygnes est que les cygnes sont dansés en force et puissance par des hommes plutôt qu'en grâce et légèreté par des femmes. Dans le reste de la représentation, le corps de ballet est mixte et la chorégraphie appuie fortement l'aspect sexué des relations. On peut voir cette œuvre comme une histoire d'amour tragique entre deux protagonistes homosexuels masculins.
En remplaçant les cygnes incarnés par des femmes par un ensemble masculin menaçant, Matthew Bourne marie danse, élégance, humour et mime pour présenter un Lac des cygnes moderne, provocant et saisissant : Swan Lake transforme l'un des ballets les plus appréciés au monde en un conte contemporain, proposant au public une analyse sincère et approfondie de l'amour humain, de l'oppression sociale et du pouvoir de l'imagination.

## Distribution des rôles principaux (9 novembre 1995,Sadler's Wells Theatre, Londres)
- Le Cygne / L’Étranger : Adam Cooper
- Le Prince : Scott Ambler
- La Reine : Fiona Chadwick
- La Princesse (créditée sous le nom "Petite-amie") : Saranne Curtin
- Le New Philharmonic Orchestra est dirigé par David Lloyd-Jones.

La version DVD date de la même année et est produite par la BBC et NVC Arts.

## Distribution des rôles principaux (1996,West End, Londres)
- Le Cygne / L’Étranger : Adam Cooper
- Le Prince : Scott Ambler
- La Reine : Fiona Chadwick
- La Princesse (créditée sous le nom "Petite-amie") : Emily Piercy
- Le New London Orchestra est dirigé par David Lloyd-Jones, comme à la grande première.

## Distribution des rôles principaux (2012,Sadler's Wells Theatre, Londres)
- Le Cygne / L’Étranger : Richard Winsor
- Le Prince : Dominic North
- Le Prince, jeune : Joseph Vaughan
- La Reine : Nina Goldman
- La Princesse (créditée sous le nom "Petite-amie") : Madelaine Brennan
- Le Directeur de cabinet : Steve Kirkham
- Le New London Orchestra est dirigé par David Lloyd-Jones.

## Distribution des rôles principaux (2018, UK Tour)[2]
- Le Cygne / L’Étranger : Matthew Ball, Will Bozier, Max Westwell
- Le Prince : James Lovell, Liam Mower, Dominic North
- La Reine : Nicole Kabera, Katrina Lyndon
- La Princesse (créditée sous le nom "Petite-amie") : Katrina Lyndon, Freya Field, Carrie Willis
- Le Directeur de cabinet : Glenn Graham, Max Westwell, Ashley-Jordon Parker

## Récompenses et reconnaissances[3]
Swan Lake a remporté plus de 30 récompenses internationales de théâtre, dont :
- Olivier Awards 1996 : Meilleure production de danse
- Time Out Dance Award 1996 & 1997
- Los Angeles Drama Critics Circle Awards 1997 : Meilleure chorégraphie
- Astaire Awards 1999 : Excellence en danse à Broadway
- 53e cérémonie des Tony Awards : Meilleure mise en scène pour une comédie musicale, Meilleure chorégraphie, Meilleurs Costumes

## Dans la culture
- La dernière scène du film Billy Elliot montre le personnage principal Billy à 25 ans, joué par Adam Cooper, qui interprète le Cygne dudit ballet.
- Cette création originale a été le ballet dont les représentations ont duré le plus longtemps à Londres et à Broadway.

## Synopsis
Ce synopsis est dérivé du DVD et du programme. L’histoire générale du ballet tourne autour du Prince solitaire, de sa mère la Reine – qui est distante avec son fils – et du Cygne, représentation du désir d’amour et de liberté du Prince.
Acte I
- Scène I : Le Prince est un jeune garçon qui cauchemarde dans son lit. La vision d’un cygne menaçant le fait se réveiller en panique, avant que la Reine n’arrive. Bien que souhaitant le réconforter, elle refuse de le prendre dans ses bras, puis elle s’en va.
- Scène II : Le Prince se réveille, tandis que femmes de chambres et valets, sous l’œil méticuleux du Directeur de cabinet (alias Von Rothbart), préparent le Prince pour ses affaires royales.
- Scène III : Le Prince, en uniforme, et sa mère participent à différents événements, tels que le baptême d’un navire, accompagnés de citoyens britanniques ; ces tâches officielles ennuient profondément le Prince qui s’en va de la scène. On devine qu’une dizaine d’années se sont écoulées car le Prince réapparaît à la même place qu’au début, mais l’acteur est adulte. Cela ne l’empêche pas d’être toujours aussi las des cérémonies, et à la Reine, d’être tentée et de fricoter avec quelques jeunes soldats à qui elle remet des décorations… Alors qu’il s’ennuyait, le Prince aperçoit qu’on amène une statue sous un drap représentant un jeune homme nu, dos au public ; il est agréablement troublé par celle-ci. Enfin, une Princesse, que d’autres qualifieraient de « nunuche », est présentée au Prince comme étant sa « petite-amie ». Ses manières laissent à désirer, ce qui ennuie la Reine. La voyant follement amoureuse de lui, le Prince est ravi et danse avec elle, sous l’œil ravi de Von Rothbart. Les amoureux préfèrent s'éloigner quand la Reine revient, avant de partir pour l'Opéra.
- Scène IV : Le Prince, la Princesse, la Reine, un Soldat et Von Rothbart apparaissent tous dans une loge de théâtre, où ils regardent un ballet qui est mis en scène pour le public réel ainsi que pour les personnages, créant ainsi une mise en abyme. Les mauvais comportements de la petite amie à la représentation – téléphone qui sonne, cris, éclats de rires bruyants ou encore proposer des bonbons — et la perte de sa bourse sur la scène, agacent la Reine et Von Rothbart. Le décor du fond de la scène, les costumes, les personnages et la pseudo-trame narrative parodient les ballets romantiques tels que La Sylphide ou encore Le Lac des cygnes lui-même.
- Scène V : Dans la chambre de son fils, la Reine trouve ce dernier qui s’enivre devant un miroir, à sa grande stupéfaction. S’engage alors un pas de deux presque violent entre les deux : lui qui plaide pour son attention et son amour, elle tente de le repousser d’elle, assez nerveusement : elle est la reine avant d'être sa mère. Il finit par retomber dans sa mélancolie et décide de partir.
- Scènes VI et VII : C'est ici que la chorégraphie s'écarte du ballet classique, puisque l’on passe au jazz et la danse moderne. Le Prince déambule dans les rues, puis il entre dans une discothèque (le "Swank bar") des années 70, dans laquelle se trouvent des marins, des danseuses, des garçons des rues, des jeunes filles, un couple de marins gays, des travestis… Et même la Princesse et Von Rothbart (qui lui est ici incognito). Le Prince se laisse aller, ce que les deux acolytes tentent d'éviter. Le Prince quelque peu saoul et toujours dépressif est viré du bar pour s'être battu ; dans la rue, à terre, il est frappé par l'un des marins, avant que l’autre n’arrive et qu’ils s’en aillent ensemble, lui mettant même la main aux fesses.
- Scène VIII : Le Prince voit la Princesse sortir de force et être payée par Von Rothbart pour qu’elle continue de faire semblant de l'aimer. La Princesse préfère donner son argent à un garçon, plutôt que d'accepter cet argent qui lui brûle les doigts. Honoré de ce geste mais bouleversé de découvrir que le seul amour qui semblait lui être porté était feint, le Prince jure de se suicider.
- Scène IX : Il commence à imaginer un groupe de cygnes volant vers lui mais la vision disparaît. C'est le premier signe de démence du Prince.

Acte II
- Aux abords d’un lac dans un jardin public, le Prince s’assied sur un banc et écrit sa lettre de suicide qu’il accroche sur un poteau où est écrit « Ne pas nourrir les cygnes ». Perdu et déçu de ne jamais trouver d'affection réelle, le Prince part se jeter dans un lac aux cygnes. Il est sauvé par une autre vision dans laquelle il est entouré par des cygnes – joués par un groupe de danseurs exclusivement masculins, torses nus — et « le » Cygne, qui lui était apparu dans ses cauchemars d’enfant. Initialement rejeté par ce dernier qui semble être le chef de tous les autres, le Prince est peu à peu accepté. Dans un pas de deux sensuel entre lui et le mâle alpha, il est pris dans ses bras, trouvant finalement ce qu'il a toujours désiré. Ayant retrouvé la joie de vivre en même temps que la raison, il abandonne l’idée de mourir ; il embrasse une vieille dame qui passait, avant de retourner au château.

Acte III
- Scène I : De belles femmes de tous pays, dont la Princesse, et Gardes-du-corps arrivent devant les portes du palais pour un bal ; une foule de photographes et de Britanniques derrière une corde rouge, leur demandent des autographes et des interviews, mais ils n’y prêtent pas attention, sauf la Princesse.
- Scène II : Dans la salle de bal, où des gigantesques torches sont tenues par des mains immenses, attendent les invités ; la Reine et son fils arrivent et ils regardent les autres danser — Von Rothbart et la Princesse discutent de la suite des évènements en dansant — après quoi, le fils et sa mère les rejoignent. Bien qu'elle veuille lui parler, la Princesse est repoussée par le Prince. Les autres femmes tentent de séduire le Prince, mais celui-ci ne leur accorde qu’une légère attention… La Princesse tente à nouveau de parler avec le Prince, et dans un excès de colère, il lui parle de son imposture.
- Scène III : Mais la compagnie n’a pas le temps de s’émouvoir de cette annonce car arrive un Étranger aux mêmes traits que le Cygne bien-aimé du Prince, comme Odile qui est dansée par la même personne qu'Odette dans le Lac des Cygnes classique. Attiré par lui, il est aussitôt choqué de voir un comportement aussi lascif et triomphant envers les demoiselles qui sont toutes folles de lui, et aussi la Reine ainsi que la Princesse. L'Étranger — en réalité Von Rothbart fils — et le Prince ne cesseront de se défier durant les danses successives. Suivront différents styles de danses par les invités. La Reine est très attirée par ce bel homme, et son fils est empli de jalousie quand il les voit danser ; il finira d’ailleurs par s’imaginer en faire autant avec lui, de manière sensuelle, avant qu’il ne soit rejeté violemment par l’Étranger. Ses mouvements erratiques ayant intrigués l’assemblé, il se trouve moqué de tous. Tout le monde sauf lui danse à nouveau ; il voit la Reine (un peu ivre) et le jeune Von Rothbart finalement s’embrasser, provoquant sa colère, et il les séparera violemment. (Cet outrage lui vaut un soufflet de la part de sa mère.) La pression est trop forte : le Prince sort un pistolet pour tenter de tuer sa mère, car elle lui a accaparé le seul être à lui avoir montré de l'affection. La Princesse tente d’arrêter son amoureux, tandis que Von Rothbart père sortira aussi un pistolet pour tenter de blesser, voire tuer, le Prince, mais c’est la Princesse qui tombe morte, en ayant protégé celui qu'elle finit par vraiment aimer. Tombé aussi, il est tiré de force hors de la salle, et la Reine se jette dans les bras de son danseur. Les Von Rothbart ricanent de la situation car le tour est joué : si le Prince est déclaré fou et que la Reine épouse le fils, ils pourront enfin régner sur le trône d’Angleterre.

Acte IV
- Scène I : Considéré fou, le prince est placé en asile psychiatrique. La Reine vient le voir mais se refuse encore à lui montrer de l’affection. Un docteur au visage de Von Rothbart et une équipe d'infirmières portant des masques qui ressemblent au visage de la Reine le soignent dans une scène qui a quelques similitudes avec sa toilette quand il est enfant. La Reine se soucie de lui, mais encore une fois, elle est incapable d'exprimer pleinement son affection.
- Scène II : Le prince rampe dans son lit et semble dormir. Cependant, il cauchemarde et des cygnes émergeant de dessous son lit et des côtés dansent autour de lui. Il s'éveille de son cauchemar, vérifiant sous son lit et autour de sa chambre, s’il ne s’y trouve pas des cygnes. Son expression torturée et ses mouvement incohérents montrent tout la détresse du Prince. Le Cygne sort alors du matelas du lit du Prince. Le Cygne danse avec le Prince, et lui montre toute son affection. Mais le reste des cygnes se retourne contre le Cygne lorsqu'il indique qu'il valorise sa relation avec le Prince plus qu'il ne les aime. Ils séparent les deux et commencent à attaquer le Prince avant que le Cygne ne saute pour le sauver. Le Cygne l'enveloppe de ses ailes pour le protéger. La fureur des autres augmente, et leur aigreur se porte sur le Cygne, qui disparaît ensuite, malgré ses efforts pour sauver le Prince. Le cœur brisé, ce dernier gémit et s'effondre sur le lit. La Reine, ayant senti du grabuge, trouve alors le corps de son fils mort et éclate en sanglots. C’est dans la mort que le Prince et le Cygne sont réunis, ce dernier tenant son bien-aimé dans ses ailes, au-dessus de la scène où la Reine se lamente.

NOTE : le DVD 2010 montre une nouvelle histoire : l’intrigue ayant évolué en quinze ans, la sous-intrigue de la conspiration pour le trône d’Angleterre a disparu. Le Directeur de cabinet est seulement un fonctionnaire au service de la famille royale, et n’a plus de double identité, mais la Princesse joue toujours un rôle d'imposture. Quant à l’Étranger, il n’est plus Von Rothbart fils et son identité reste vague, aussi sa relation avec le Prince est ambiguë, et c’est le spectateur qui se fait sa propre idée.